# Карл, Джордж
Джордж Карл (англ. George Karl род. 12 мая 1951 года в Пенн Хиллс, округ Аллегейни, штат Пенсильвания, США) — американский профессиональный баскетболист, который выступал в Американской баскетбольной ассоциации (АБА) и Национальной баскетбольной ассоциации (НБА) и тренер. В последнее время работал главным тренером команды НБА «Сакраменто Кингз». Член баскетбольного зала славы с 2022 года.

## Биография

### Ранние годы
Карл родился и вырос в Пенн-Хиллз, штат Пенсильвания, учился в средней школе Пенн-Хиллз и окончил ее в 1969 году. В течение трех лет он играл в университете Северной Каролины под руководством главного тренера Дина Смита. В его выпускном сезоне в 1973 году «Тар Хилз» заняли третье место в «Национальном Пригласительном Турнире» («National Invitation Tournament», NIT).
После обучения в университете Северной Каролины он подписал в 1973 году контракт с «Сан-Антонио Спёрс», который выступал в Американской баскетбольной ассоциации. С 1976 года Джордж Карл в составе Сан-Антонио играл в Национальной баскетбольной ассоциации. В 1978 году он завершил карьеру.

### Ранняя тренерская карьера
После завершения карьеры работал ассистентом главного тренера «Сан-Антонио Спёрс». Затем Джордж Карл тренировал клуб «Монтана Голден Наггетс» из Континентальной баскетбольной ассоциации, где дважды в 1981 и 1983 годах становился тренером года.
В мае 1984 года главный тренер Том Ниссалке был уволен, а Джордж Карл, в возрасте 33 лет, был назначен главным тренером «Кливленд Кавальерс». В конце сезона 1986 года он был уволен со своего поста. В течение следующих двух месяцев он был советником в «Милуоки Бакс»
В сезоне 1986/87 года Джордж Карл тренировал «Голден Стэйт Уорриорз» и выиграл с ними с рекордом тридцать из пятидесяти на год прежде, выведя их в плей-офф впервые за десять лет. Они достигли стадии полуфинала против Мэджика Джонсона, возглавлявших «Лос-Анджелес Лейкерс», четвёртая игра вошла в серую Великие игры НБА. Эрик Флойд набрал 12 очков в четвёртой четверти, которая дала ему постоянный рекорд 39 очков во второй половине в играх плей-офф и закончил с 51 очками и победой Голден Стэйт 129—121.
Джорж Карл ушёл из Голден Стэйт в сезоне 1987/88 из-за потерь, когда три из четырёх снайперов, включая Эрика Флойда, были проданы, а четвёртый из-за проблем с алкоголем пропустил месяц. Команда выиграла всего 16 игр.
В 1988 году Карл вернулся в Континентальную баскетбольную ассоциацию став тренером «Олбани Патрунс», затем тренировал Мадридский «Реал» в течение двух сезонов с перерывом на один год.
В сезоне 1990/91 вновь тренировал «Олбани Патрунс», где они в сезоне победили 50 и проиграли 6 игр, и удивительно выиграли 28 домашних матчей, а сам Карл стал в третий раз тренером года Континентальной баскетбольной ассоциации.

### Сиэтл
Карл вернулся в НБА как главный тренер «Сиэтл Суперсоникс» с 1992 по 1998 годы, вывел их в финал 1996 году, где они проиграли «Чикаго Буллс» в шести играх. Во всех его сезонах в Сиэтле команда заслужила приз за спортивное поведение НБА, выиграла три титула победителя дивизиона, преодолевала отметку 50 побед ежегодно, он был полностью занятым тренером.

### Милуоки
В 1998 году Джордж Карл перешёл в «Милуоки Бакс» как главный тренер, соблазненный большим контрактом. За свои первые года он восстановил борющуюся команду, устойчиво увеличивая количество побед, и руководил командой в пределах одной игры в финале конференции НБА 2001, Однако, его команда разрушилась вниз на протяжении 2002 года, падая с места номер один в Восточной конференции в январе к сезону без плей-офф. Он был уволен после другого неудачного сезона в 2003 году, где его команда вышла в плей-офф с процентом побед пятьдесят.
В 2002 году Джордж Карл тренировал сборную США на чемпионате мира по баскетболу 2002, где она заняла шестое место.

### Денвер
Он вернулся главным тренером в НБА 27 января 2005 году, когда до него «Денвер Наггетс» временно возглавлял Майк Купер, и повел команду на невероятное направление к призу за спортивное поведение НБА. 27 июля 2005 года Денвер объявил, что у Карла рак простаты. Джордж Карл наслаждался восстановлением своей карьеры с Денвером, ведя их к беспрецедентной серии из 32 побед при 8 поражениях во второй половине сезона 2004/05. Его сын Коби Карл был запасным защитником «Лос-Анджелес Лейкерс» после карьеры атакующего защитника в университете Бойз. Коби появился на драфте НБА 2006 после обнаружения рака щитовидной железы, он отозвал свою заявку с драфта и вернулся в университет.
28 декабря 2006 года Джордж Карл стал двенадцатым тренером в истории НБА, который достиг отметки 800 побед, когда его Денвер победил «Сиэтл» со счетом 112-98.
31 декабря 2008 года Карл достиг 900 побед в тренерской карьере с его Денвером, поскольку он превзошёл «Торонто Рэпторс» 114—107.
В течение сезона 2008/09 Денвер, ведомый Карлом, Кармело Энтони, и недавним приобретением Чонси Биллапс связали наилучший результат 54 победы в регулярном сезоне и вышли в плей-офф Западной конференции. 27 апреля 2009 года «Наггетс» вручили «Хорнетс» 58 очковую разницу во время четвёртой игры из первого раунда серии плей-офф. Это стала самой большой разницей в истории плей-офф НБА. «Денвер» победил «Даллас» в пяти играх полуфинала конференции, потом пришло поражение от возможного чемпиона «Лейкерс» в 6 играх, где «Наггетс» проигрывал игры с разницей от 6 до 27 очков.
Джордж Карл тренировал команду звезд Западной конференции матча всех звёзд 14 февраля 2010 года в Далласе Техас. Это было четвёртым разом, когда его выбрали, и первым с тех пор как он покинул Сиэтл.
После матча всех звёзд на пресс-конференции было объявлено, что у тренера Карла был выявлен излечимый рак шеи и горла. Карл ушёл в отпуск на время лечения. Ассистент тренера Эдриан Дентли временно исполнял обязанности главного тренера в конце сезона и команда финишировала плохо, уйди со второго места на четвёртое. Хотя Карл мог бы тренировать команду во втором раунде, «Наггетс» были остановлены в 6 играх «Ютой Джаз».
В сезоне 2010/2011 10 декабря 2010 года в матче против «Торонто Рэпторс» одержал тысячную победу как главный тренер клуба НБА. Он стал седьмым тренером в истории, который достиг этого результата. В этом же сезоне после матча всех звёзд было объявлено, что Кармело Энтони перешёл из «Денвера» в «Нью-Йорк Никс». Состав «Наггетс» изменился более чем на треть. Сам Карл был уверен, что после обмена его команда выйдет в плей-офф. И в подтверждении Денвер выиграл 15 матчей из 19 и добавил новые черты в своей игровой модели.

## Статистика

### Статистика в НБА
| Сезон                                                                                    | Команда     | Регулярный сезон | Регулярный сезон | Регулярный сезон | Регулярный сезон | Регулярный сезон | Регулярный сезон | Регулярный сезон | Регулярный сезон | Регулярный сезон | Регулярный сезон | Регулярный сезон | Серия плей-офф | Серия плей-офф | Серия плей-офф | Серия плей-офф | Серия плей-офф | Серия плей-офф | Серия плей-офф | Серия плей-офф | Серия плей-офф | Серия плей-офф | Серия плей-офф |
| Сезон                                                                                    | Команда     | GP               | GS               | MPG              | FG%              | 3P%              | FT%              | RPG              | APG              | SPG              | BPG              | PPG              | GP             | GS             | MPG            | FG%            | 3P%            | FT%            | RPG            | APG            | SPG            | BPG            | PPG            |
| ---------------------------------------------------------------------------------------- | ----------- | ---------------- | ---------------- | ---------------- | ---------------- | ---------------- | ---------------- | ---------------- | ---------------- | ---------------- | ---------------- | ---------------- | -------------- | -------------- | -------------- | -------------- | -------------- | -------------- | -------------- | -------------- | -------------- | -------------- | -------------- |
| 1976/77                                                                                  | Сан-Антонио | 29               |                  | 8,7              | 34,2             |                  | 69,0             | 0,6              | 1,6              | 0,3              | 0,0              | 2,7              | 1              |                | 1,0            | -              |                | -              | 0,0            | 0,0            | 0,0            | 0,0            | 0,0            |
| 1977/78                                                                                  | Сан-Антонио | 4                |                  | 7,5              | 33,3             |                  | 100,0            | 1,3              | 1,3              | 0,3              | 0,0              | 1,5              | Не участвовал  | Не участвовал  | Не участвовал  | Не участвовал  | Не участвовал  | Не участвовал  | Не участвовал  | Не участвовал  | Не участвовал  | Не участвовал  | Не участвовал  |
|                                                                                          | Всего       | 33               |                  | 8,5              | 34,2             |                  | 70,5             | 0,7              | 1,5              | 0,3              | 0,0              | 2,6              | 1              |                | 1,0            | -              |                | -              | 0,0            | 0,0            | 0,0            | 0,0            | 0,0            |
| Наведите курсор мыши на аббревиатуры в заголовке таблицы, чтобы прочесть их расшифровку. |             |                  |                  |                  |                  |                  |                  |                  |                  |                  |                  |                  |                |                |                |                |                |                |                |                |                |                |                |

### Статистика тренера
| Команда          | Сезон   | G    | W    | L   | W–L% | Итог                          | PG  | PW | PL  | Результат                         |
| ---------------- | ------- | ---- | ---- | --- | ---- | ----------------------------- | --- | -- | --- | --------------------------------- |
| Кливленд         | 1984-85 | 82   | 36   | 46  | .439 | 4 в Центральном дивизионе     | 4   | 1  | 3   | Проигрыш в первом раунде          |
| Кливленд         | 1985-86 | 66   | 25   | 42  | .373 | уволен                        | —   | —  | —   | —                                 |
| Голден Стэйт     | 1986-87 | 82   | 42   | 40  | .512 | 3 в Тихоокеанском дивизионе   | 10  | 4  | 6   | Проигрыш в полуфинале конференции |
| Голден Стэйт     | 1987-88 | 64   | 16   | 48  | .250 | уволен                        | —   | —  | —   | —                                 |
| Сиэтл            | 1991-92 | 42   | 27   | 15  | .643 | 4 в Тихоокеанском дивизионе   | 9   | 4  | 5   | Проигрыш в полуфинале конференции |
| Сиэтл            | 1992-93 | 82   | 55   | 27  | .671 | 2 в Тихоокеанском дивизионе   | 19  | 10 | 9   | Проигрыш в финале конференции     |
| Сиэтл            | 1993-94 | 82   | 63   | 19  | .768 | 1 в Тихоокеанском дивизионе   | 5   | 2  | 3   | Проигрыш в первом раунде          |
| Сиэтл            | 1994-95 | 82   | 57   | 25  | .695 | 2 в Тихоокеанском дивизионе   | 4   | 1  | 3   | Проигрыш в первом раунде          |
| Сиэтл            | 1995-96 | 82   | 64   | 18  | .780 | 1 в Тихоокеанском дивизионе   | 21  | 13 | 8   | Проигрыш в финале НБА             |
| Сиэтл            | 1996-97 | 82   | 57   | 25  | .695 | 1 в Тихоокеанском дивизионе   | 12  | 6  | 6   | Проигрыш в полуфинале конференции |
| Сиэтл            | 1997-98 | 82   | 61   | 21  | .744 | 1 в Тихоокеанском дивизионе   | 10  | 4  | 6   | Проигрыш в полуфинале конференции |
| Милуоки          | 1998-99 | 50   | 28   | 22  | .560 | 4 в Центральном дивизионе     | 3   | 0  | 3   | Проигрыш в первом раунде          |
| Милуоки          | 1999-00 | 82   | 42   | 40  | .512 | 5 в Центральном дивизионе     | 5   | 2  | 3   | Проигрыш в первом раунде          |
| Милуоки          | 2000-01 | 82   | 52   | 30  | .634 | 1 в Центральном дивизионе     | 18  | 10 | 8   | Проигрыш в финале конференции     |
| Милуоки          | 2001-02 | 82   | 41   | 41  | .500 | 5 в Центральном дивизионе     | —   | —  | —   | Не выход в плей-офф               |
| Милуоки          | 2002-03 | 82   | 42   | 40  | .512 | 4 в Центральном дивизионе     | 6   | 2  | 4   | Проигрыш в первом раунде          |
| Денвер           | 2004-05 | 40   | 32   | 8   | .800 | 2 в Северо-Западном дивизионе | 5   | 1  | 4   | Проигрыш в первом раунде          |
| Денвер           | 2005-06 | 82   | 44   | 38  | .537 | 1 в Северо-Западном дивизионе | 5   | 1  | 4   | Проигрыш в первом раунде          |
| Денвер           | 2006-07 | 82   | 45   | 37  | .549 | 2 в Северо-Западном дивизионе | 5   | 1  | 4   | Проигрыш в первом раунде          |
| Денвер           | 2007-08 | 82   | 50   | 32  | .610 | 2 в Северо-Западном дивизионе | 4   | 0  | 4   | Проигрыш в первом раунде          |
| Денвер           | 2008-09 | 82   | 54   | 28  | .659 | 1 в Северо-Западном дивизионе | 16  | 10 | 6   | Проигрыш в финале конференции     |
| Денвер           | 2009-10 | 82   | 53   | 29  | .646 | 1 в Северо-Западном дивизионе | 6   | 2  | 4   | Проигрыш в первом раунде          |
| Денвер           | 2010-11 | 82   | 53   | 29  | .646 | 2 в Северо-Западном дивизионе | 5   | 1  | 4   | Проигрыш в первом раунде          |
| Денвер           | 2011/12 | 66   | 38   | 28  | .576 | 2 в Северо-Западном дивизионе | 7   | 3  | 4   | Проигрыш в первом раунде          |
| Денвер           | 2012/13 | 82   | 57   | 25  | .695 | 2 в Северо-Западном дивизионе | 6   | 2  | 4   | Проигрыш в первом раунде          |
| Всего за карьеру |         | 1887 | 1131 | 756 | .599 |                               | 185 | 80 | 105 | 1 финал НБА                       |